# コルネイ・チュコフスキー
コルネイ・イヴァノヴィッチ・チュコフスキー（ロシア語: Корне́й Ива́нович Чуко́вский, 英語: Korney Ivanovich Chukovsky 発音、新暦1882年3月31日 - 1969年10月28日）は、ロシア帝国及びソビエト連邦（現:ロシア）サンクトペテルブルク出身の詩人、小説家、文芸評論家、翻訳家、批評家。娘は女流作家のリージャ・チュコフスカヤである。
文芸評論、批評以外にも児童文学にも精通し、アイボリット先生の生みの親として名高い。

## 経歴

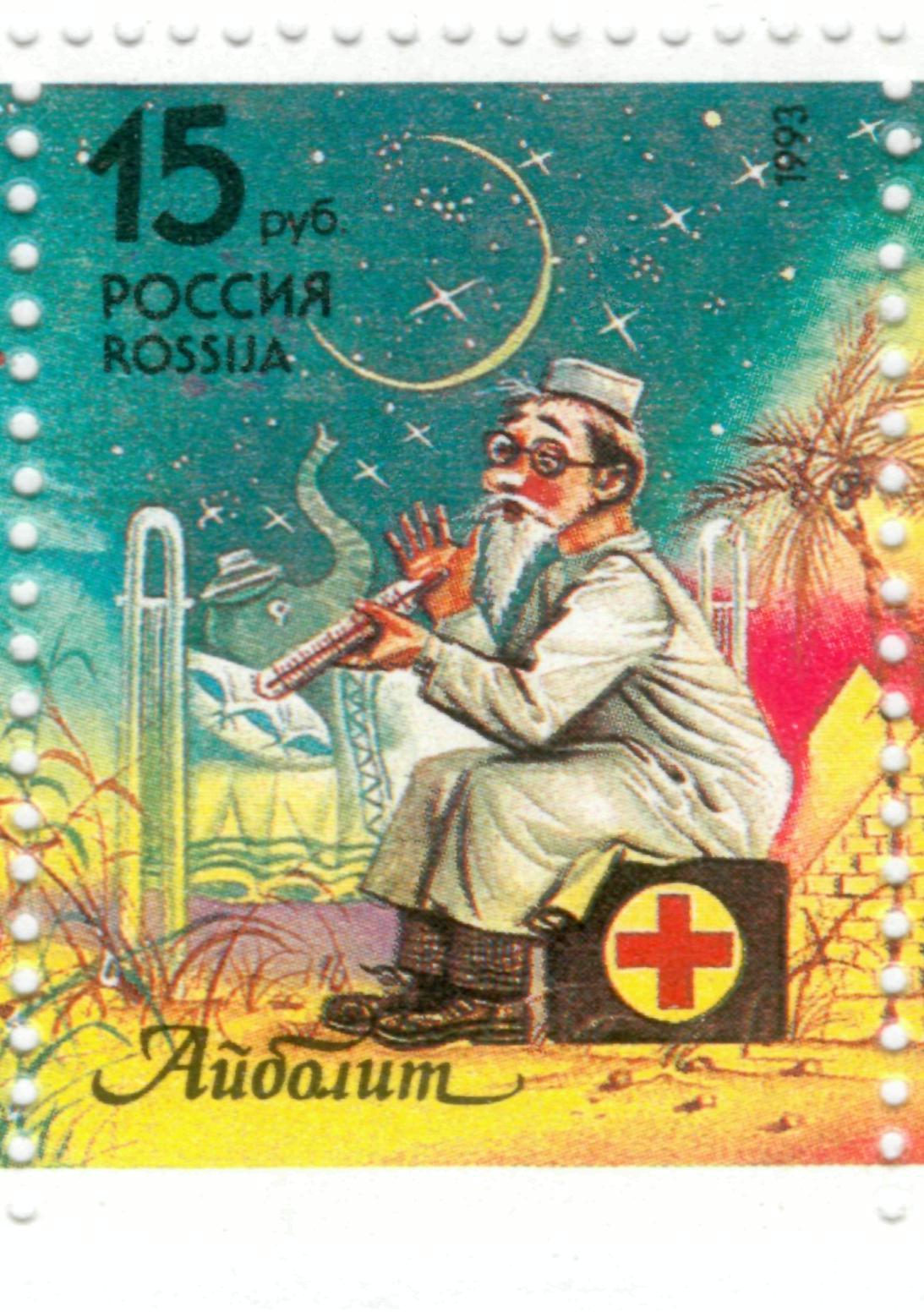
アイボリット先生

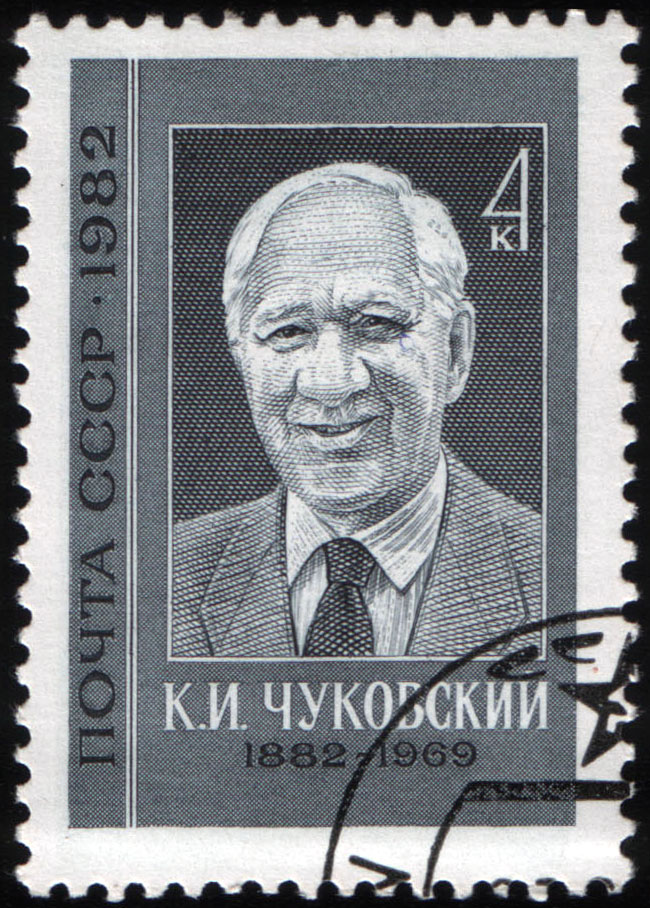
ソビエト連邦が作成したチュコフスキーの記念切手

1882年3月31日、帝政ロシア時代のサンクトペテルブルクに生まれた。出生名はニコライ・ヴァシリエヴィッチ・コルネイチューコフ（ロシア語: Николай Васильевич Корнейчуков、英語: Nikolay Vasilyevich Korneychukov）である。1901年にオデッサにてジャーナリストとして働いている時にコルネイ・チュコフスキーに改名した。また、文筆活動も1901年から開始した。
1905年より反政府風刺雑誌『信号』の編集部で働くと同時に文芸評論家としても活動する。1908年、評論『チェーホフから現代まで（From Chekhov to Our Days）』を著す。1914年には『ホイットマン』などの評論集を著して、その後の1916年より童話『ワニ』を著して好評を得た。
1925年に子供言葉について観察した風変わりな著作『2歳から5歳まで』を著す。また同年から1929年、1936年、1942年にかけてチュコフスキーは、アメリカ出身の児童文学作家のヒュー・ロフティング作『ドリトル先生』に登場する主人公のジョン・ドリトルを基にして翻案されたアイボリット先生を生み出した。1934年、ソビエト連作家連合（en:USSR Union of Writers）の第1回会議に参加した。
第二次世界大戦後はロシアの詩人であるニコライ・ネクラーソフの研究をし、1953年に『ネクラーソフの手法』を著す。1962年、オックスフォード大学で名誉学位が与えられた。1966年には彼の著作であるアイボリット先生が『アイボリート-66』として映画化され、ロシアの作曲家のボリス・チャイコフスキーが音楽を担当した。
1969年10月28日、モスクワで死去。

## 作品とその内容
チュコフスキーは翻訳家としてもイギリスの劇作家、詩人であるウィリアム・シェイクスピア、同様にイギリスの小説家、詩人のラドヤード・キップリング、アメリカの詩人、随筆家、ジャーナリスト、ヒューマニストのウォルト・ホイットマン、同様にアメリカの作家、小説家のマーク・トウェインなどの作品を翻訳した。なおチュコフスキーは翻訳の他にイギリスの作家、批評家であるギルバート・ケイス・チェスタートンやアメリカの小説家のオー・ヘンリーに関する翻訳論もある。

## 日本での出版・紹介
チュコフスキー作品の日本語訳は中本信幸、宮川やすえ、西郷竹彦、内田莉莎子らにより翻訳されている。下記は近年刊
- 『二つの白鳥の歌』斎藤徹訳、東京図書出版, 2013年

チゥコーフスキー『M・ゴーリキーの二つの心』と、コロレンコ『ルナチャールスキーへの手紙』を収録
- 『チェーホフについて　人間、そして、巨匠』斎藤徹訳、東京図書出版, 2014年。最後の著作の訳書

## 受賞・栄典
- 1962年：『ネクラーソフの克服（Mastery of Nekrasov）』でレーニン賞を受賞[1][3]。また
- 1962年：オックスフォード大学より名誉学位。